# واندا شيلي
واندا شيلي (بالإنجليزية: Wanda Shelley)‏ هي منتجة أفلام ومنتجة تلفزيونية أمريكية، ولدت في 12 أبريل 1969 في أتلانتا في الولايات المتحدة.